# Yael Abecassis
Yael Abecassis (hebreo: יעל אבקסיס; Ascalón, 19 de julio de 1967) es una actriz y modelo israelí. Estuvo casada con el actor israelí Lior Miller en 1996, con el que tuvo un hijo. Se divorciaron en 2003. Abecassis es la hija de Raymonde Abecassis, una cantante y actriz israelí nacida en Marruecos.

## Carrera
Yael Abecassis comenzó a modelar a la edad de 14 años. Más tarde se diversificó en televisión y cine, apareciendo en anuncios e interpretando el papel de Rivka en Kadosh, una versión de 1999 de El Dybbuk dirigida por Amos Gitai. En la década de 1990, actuó como presentadora de programas de televisión israelíes para niños y produjo videos musicales para bebés y niños pequeños. Hacia el final de la década de 1990, dejó la televisión para seguir una carrera como actriz dramática. Protagonizó varias películas de Amos Gitai y ha recibido críticas favorables, especialmente en  Francia.
Está casada con el empresario y filántropo israelí Ronny Douek.
En 2012, Abecassis creó una productora de películas, Cassis Films. La primera película de la compañía, "Aya", fue uno de los cinco cortometrajes internacionales nominados para los Oscars de 2015.

## Filmografía
- Rabin, el Último Día (2015)
- A Borrowed Identity (2014)
- Atlit (2014)
- Hunting Elephants (2013), Dorit
- Prisoners of War (2010), Talia Klein
- Shiva (2008), Lili
- Survivre avec les loups (2007)
- Sans moi (2007), Marie
- Papa (2005/II), Léa
- Va, vis et deviens (2005), Yaël Harrari
- Until Tomorrow Comes (2004), Hija
- Alila (2003), Gabi
- Ballo Un tre passi (2003)
- Life Is Life (2003)
- Señorita Entebbe (2003), Elise
- Bella ciao (2001), Nella
- Maria, figlia del suo figlio (2000), Mary de Nazaret[4]
- Kadosh (1999), Rivka
- Shabatot VeHagim (1999), Ella
- Passeur d'enfants (1997), Yael
- L'enfant de la terre promesa (1997), Yael
- L'enfant d'Israel (1997)
- Hakita Hameofefet (1995)
- Ha-Yerusha (1993)
- Zarim Balayla (1993)
- Sipurei Tel-Aviv (1992), Sharona
- Vierte Sacha (1991), Judith

### Filmografía como ella misma
- Shotetut
- HaKaletet